# Musée de Cire de Waterloo
Le musée de Cire de Waterloo est un musée de cire qui se dressait jadis face au bâtiment abritant le Panorama de la bataille de Waterloo, sur le territoire de la commune belge de Waterloo.

## Historique
Le musée se situait dans un ancien hôtel fondé en 1818 par le sergent-major Cotton.
Il a été fermé en 2014 et est aujourd'hui remplacé par le restaurant Le Bivouac de l'Empereur, qui résulte de la transformation de l'ancien musée auquel on a ajouté deux travées pour en porter le nombre à neuf.
À gauche du restaurant actuel se dresse une statue d'aigle noir, héritée de l'ancienne taverne-restaurant Le Bivouac de l'Empereur d'aspect rustique qui se trouvait à gauche du musée, et à sa droite une statue en pierre de Napoléon. L'aigle fait maintenant face au Mémorial Waterloo 1815.

## Personnages
Les personnages du musée de cire ont été réalisés par les artistes du musée Grévin en 1949. De nombreux personnages de la bataille de Waterloo y étaient représentés, dont : 
- Napoléon Ier ;
- le duc Arthur Wellesley de Wellington ;
- le Feldmarschall Gebhard Leberecht von Blücher ;
- le prince Guillaume II des Pays-Bas ;
- Cambronne.

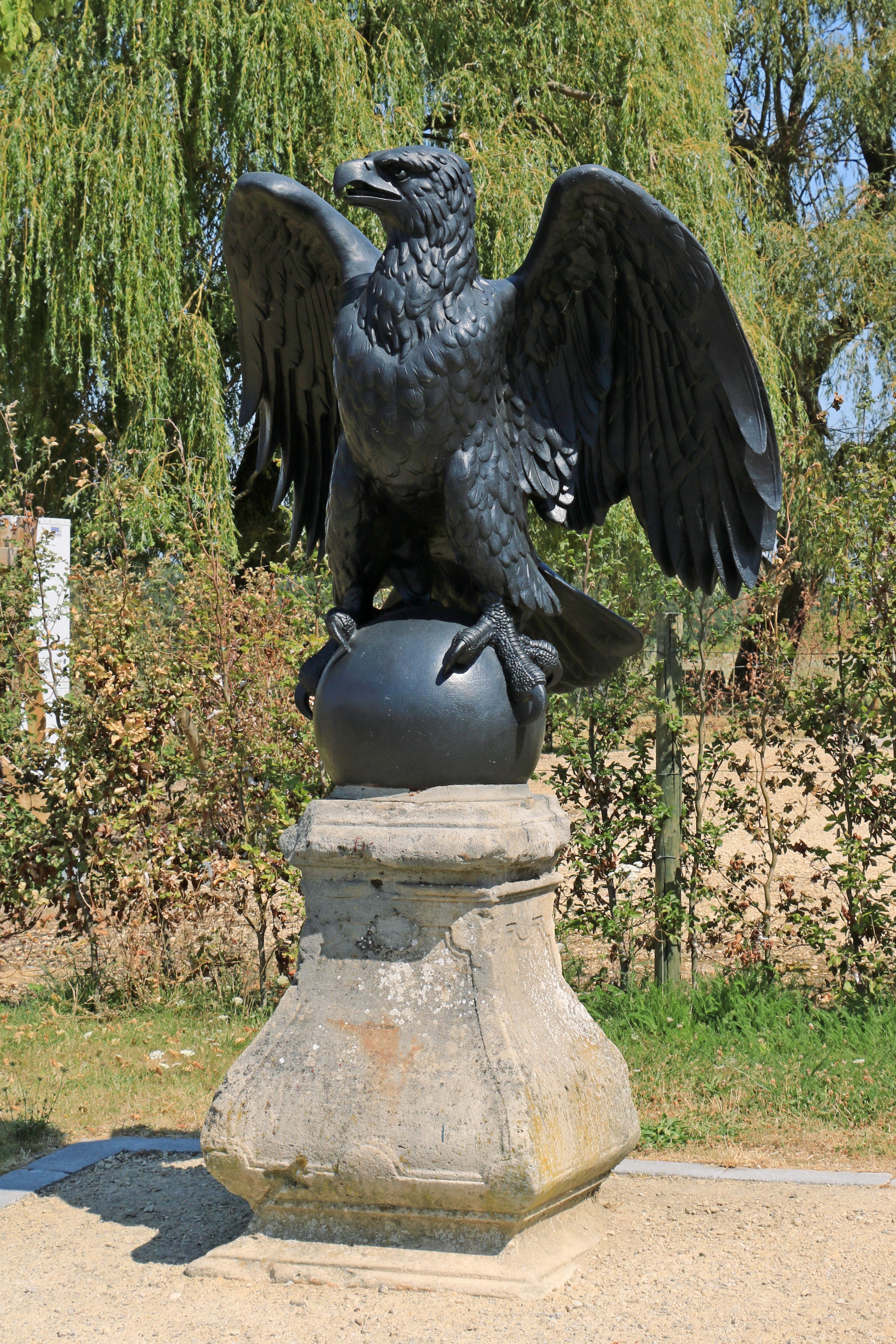
L'aigle noir qui se dresse à gauche du restaurant.
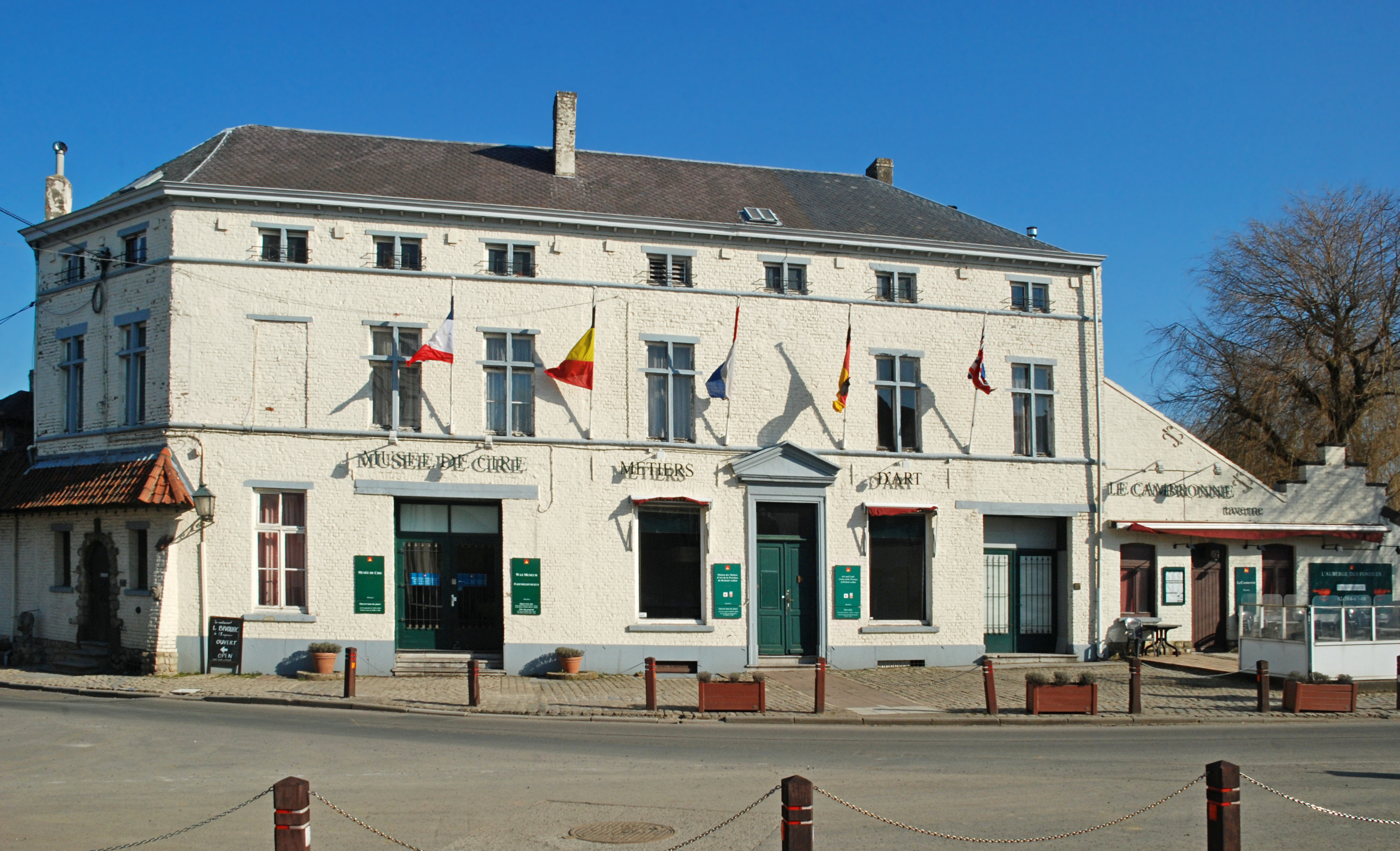
Le musée de Cire de Waterloo en 2013.
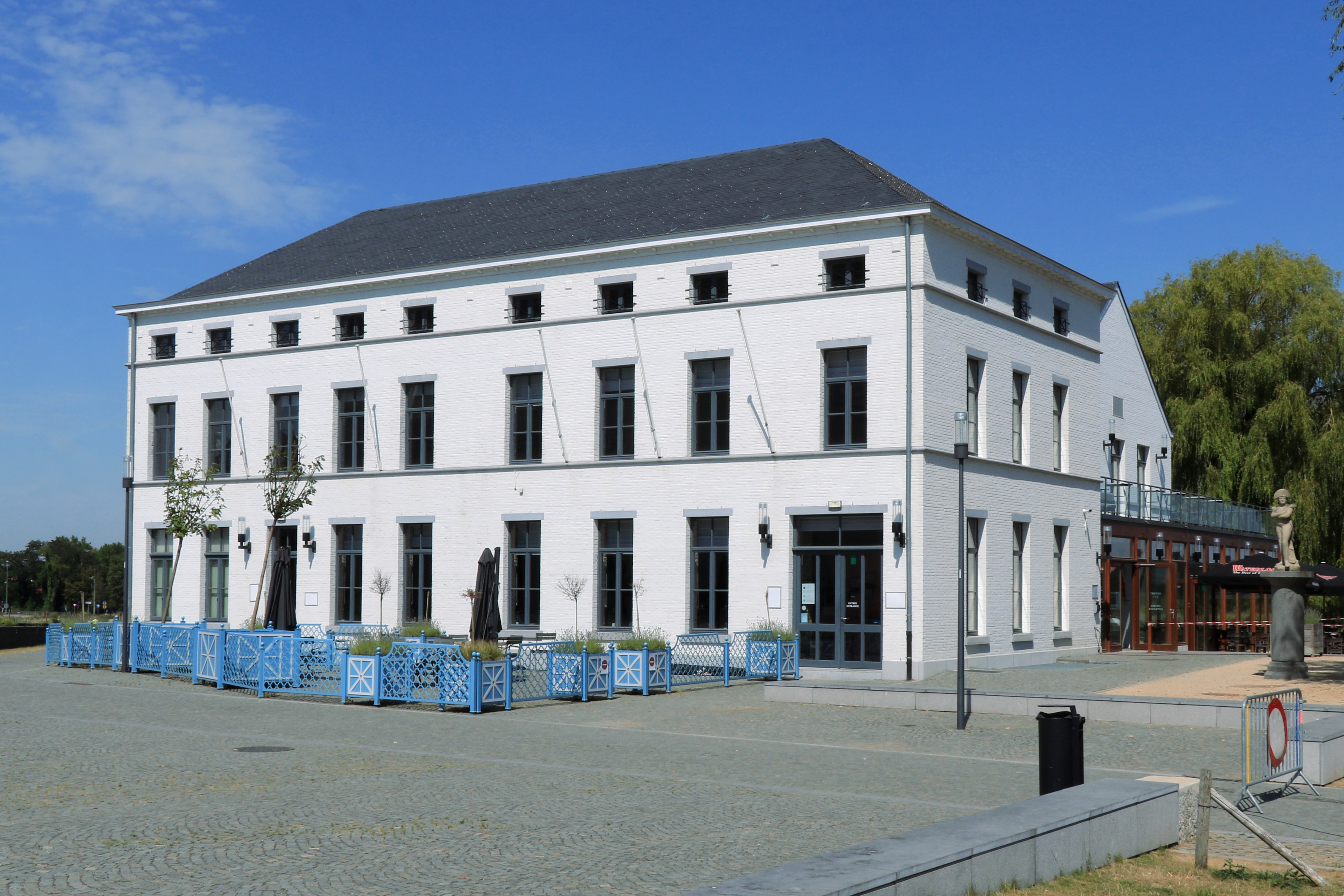
Le restaurant Le Bivouac de l'Empereur qui a remplacé le musée.
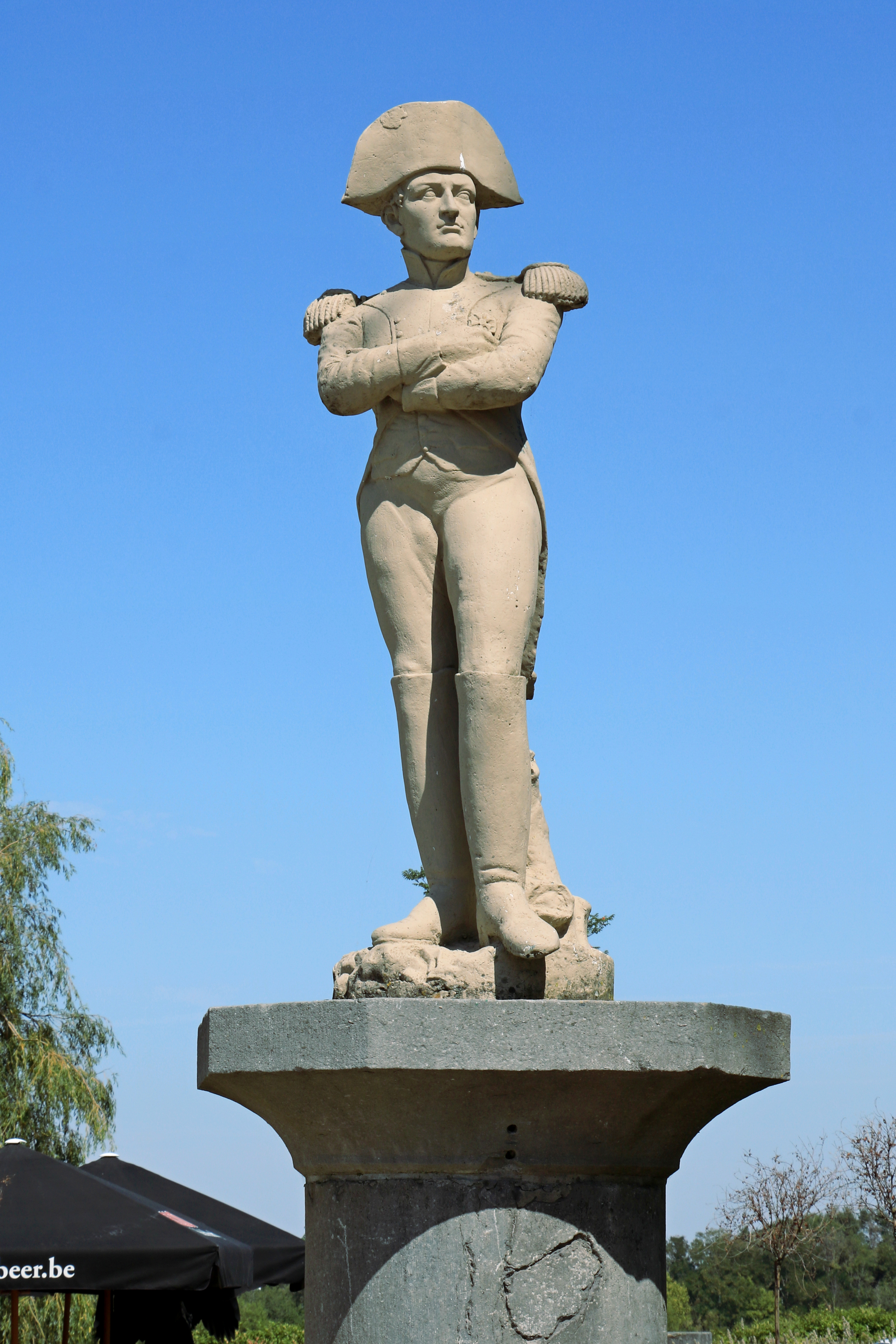
La statue de Napoléon qui se dresse à droite du restaurant.